# Daniele Musa
Daniele Musa (Roma, 10 settembre 1972) è un ex tennista italiano.

## Carriera
Professionista dal 1992, due anni più tardi superò le qualificazioni a Flushing Meadows, entrando per l'unica volta in carriera nel tabellone principale di un torneo dello Slam. Fu sconfitto però all'esordio dall'austriaco Thomas Muster, numero 13 del seeding.
Sempre nel 1994, vinse il challenger di Recife, in Brasile, imponendosi su Doug Flach nell'atto conclusivo. L'anno dopo raggiunse il secondo turno sulla terra di Kitzbühel e sul cemento di New Haven, superando rispettivamente Herbert Wiltschnig e Louis Gloria.
Con il connazionale Gabrio Castrichella, si aggiudicò un altro challenger, questa volta in doppio, a Montauban (1997).
Prediligeva la terra rossa e il suo colpo migliore era il dritto.

## Statistiche

### Singolare

#### Vittorie (1)
| Legenda tornei minori |
| Challenger (1)        |

| No. | Data           | Torneo                    | Superficie  | Avversario in finale | Punteggio |
| 1.  | 2 ottobre 1994 | Recife Challenger, Recife | Terra rossa | Doug Flach           | 6-1, 6-4  |

### Doppio

#### Vittorie (1)
| Legenda tornei minori |
| Challenger (1)        |

| Numero | Data          | Torneo                          | Superficie  | Compagno            | Avversari in finale        | Punteggio     |
| 1.     | 6 luglio 1997 | Montauban Challenger, Montauban | Terra rossa | Gabrio Castrichella | Lars Rehmann Attila Sávolt | 7-6, 2-6, 7-6 |